# 山口県旗
山口県旗（やまぐちけんき）は、日本の都道府県の一つ、山口県の旗。本項では、旗に図示されている山口県章（やまぐちけんしょう）についても併せて解説する。

## 概要
県旗・県章とも1962年の県制90周年を記念して同年9月3日に制定された。漢字の「山」と「口」を県民の団結と飛躍を表す円形と太陽に向かって羽ばたく飛鳥様に図案化し、多くの偉人を輩出した雄県・山口を表している。